# 第一次ベルナの戦い
第一次ベルナの戦いとは、子供向けファンタジー小説ナルニア国物語における戦闘である。100年もの間、ナルニア国を恐怖政治を以て治めていた白い魔女を、ピーター・ペペンシーら四兄弟率いるナルニア軍が打ち破り、再びナルニアの民による平和的な王国を築き上げたとされる。

## 映画版における戦闘

### 序盤
ナルニア暦1000年、ナルニア・白い魔女の両軍はベルナに集結し睨み合っていた。ベルナは広大な草原地域で、複数の小高い丘が存在し、ナルニア軍はその一つの丘に陣を張った。ペベンシー兄弟の長男ピーターペベンシーが先頭に立って全軍を率い、近衛隊長オレイアスがそばでピーターを支えていた。布陣としては、魚鱗の陣を構え、前衛はチーターやサイなどのもの言う動物、そしてセントールの騎馬隊、その後ろにフォーンで構成された歩兵部隊が並んだ。そして背後の崖の上にはペベンシー兄弟の次男エドマンドが率いる弓矢部隊が陣取っていた。

対する白い魔女の軍団は、自軍を二つに分け、第一突撃隊を将軍オトミンが率いた。この軍団には小人族で構成された弓矢部隊も所属していた。そして第二軍は白い魔女が率いており、突撃の機会を伺っていた。

### 戦闘開始から一時撤退まで
オトミン将軍の掛け声とともに、白い魔女の軍団はナルニア軍に向かって進撃を開始した。対するナルニア軍はグリフィンらが石を持って白い魔女の軍団の上空に向かい、その石を空から落とすことで進撃の最中の白い魔女軍団に攻撃を始めたが、オトミンの機転により、グリフィンたちは白い魔女軍団に属する小人族の弓矢部隊に反撃され撤退した。
それを見ていたピーター率いるナルニア軍は、『アスランとナルニアのために！』を合言葉に一斉に進撃を開始。数で勝る白い魔女の軍団を打ち破るべく、楔形の陣形を保って魔女軍団に突撃した。
両軍は遂に、ベルナ平原の中央にて衝突した。ナルニア軍の前衛に位置したチーターやサイは、同じく敵側の前衛に位置したホワイトタイガーやその他の化け物などと取っ組み合い、セントール騎馬隊は槍でミノタウロスなどに突撃、両軍は互角に争った。
両軍が膠着状態にあった戦闘中盤、いよいよ白い魔女は第二軍団を率い前進を開始した。それを目視したエドマンドは配下の弓矢兵に命じてフェニックスを放たせ、そのフェニックスの火で戦場に防衛ラインを引き、戦闘に加わろうとする白い魔女率いる第二軍団の前進を一時阻止した。ナルニア軍はこれにより士気が高まった。
しかし、白い魔女は自身の魔法を以ってフェニックスの火を消火し、再び全身を再開。ナルニア軍は数的に圧倒的に不利になったため、ピーターペベンシーの判断で、背後に位置する岩場に撤退し、白い魔女軍団を迎え撃とうと試みた。

### 壊滅寸前〜起死回生
岩場まで撤退していたナルニア軍だが、大将であるピーターペベンシーは小人族の弓矢兵により自身が乗っていたユニコーンが射られ、落馬してしまう。それに気がついたオレイアスは側にいたサイと共に、ピーターを庇うため、追撃してくる魔女軍団に向かって突進した。オレイアスは魔女軍の将軍オトミンを討ち、その勢いで白い魔女に一騎討ちを仕掛けるも敢なく敗れ、石にされてしまう。オレイアスの勇気ある反撃も虚しく、ナルニア軍は押される一方であった。ピーターペベンシーは他の3人の兄弟を守るべく、エドマンドに戦場から離脱し、二人の姉妹と共にロンドン(つまり、ナルニアの世界から離れ人間の世界に戻る)へ帰るよう促し、自分はナルニアと共に戦い抜く決意をした。エドマンドは、道中世話になっていたビーバー夫妻に手を引かれ戦場から離脱しようとしていたが、白い魔女がピーターの方に歩みやっているのを見てしまい、ビーバーの手を振り切って白い魔女に襲い掛かった。魔女はそれを避け、魔法の杖(これで突けば相手は石化する)でエドマンドを突こうとしたもののエドマンドはそれを避けきり、剣でそれを破壊した。しかし、魔女はその半壊した杖でエドマンドの腹部を突き、エドマンドは気絶してしまう。
エドマンドが魔女にやられるのを見たピーターは、怒りのあまり、魔女に向けて走り出し、魔女を守ろうとしたミノタウロスを一撃で突き倒し、魔女に向けて剣をふるいかざした。ピーターは苦戦しつつも魔女とやり合い、白熱した一騎討ちを繰り広げていた。
そんな中、先の取り決めでエドマンドの身代わりとして殺したはずのアスランが、魔女が施した呪文のスペルミスにて殺し切れていなかったために復活し、これまでの数々の戦いや迫害にて石化されていた多くのナルニアの民を生き返らせ援軍として駆けつけた。アスランは戦場となった岩場の天辺に駆け上り、大地を震え上がらせるほどの雄叫びをもって、敗れかけていたナルニア軍を奮い立たせ、魔女の軍団に向けて駆け下りた。魔女の軍団は総崩れになり、焦った魔女がピーターを殺そうと最後の一振りを挙げた瞬間、アスランが魔女に飛びかかり、魔女を絶命させた。